# Großer Preis von Malaysia 2013
Der Große Preis von Malaysia 2013 (offiziell 2013 Formula 1 Petronas Malaysia Grand Prix) fand am 24. März auf dem Sepang International Circuit in Sepang statt und war das zweite Rennen der Formel-1-Weltmeisterschaft 2013.

## Berichte

### Hintergründe
Nach dem Großen Preis von Australien führte Kimi Räikkönen in der Fahrerwertung mit sieben Punkten vor Fernando Alonso und mit zehn Punkten vor Sebastian Vettel. In der Konstrukteurswertung führte Ferrari mit vier Punkten vor Lotus-Renault und mit sieben Punkten vor Red Bull-Renault.
Beim Großen Preis von Malaysia stellte Pirelli den Fahrern die Reifenmischungen P Zero Hard (orange) und P Zero Medium (weiß), sowie für nasse Bedingungen Cinturato Intermediates (grün) und Cinturato Full-Wets (blau) zur Verfügung.
Mit Alonso (dreimal), Räikkönen, Vettel (jeweils zweimal) und Jenson Button (einmal) traten vier ehemalige Sieger zu diesem Grand Prix an.
Als Rennkommissare fungierten Paul David (MAS), Paul Gutjahr (SUI), Nish Shetty (SIN) und Derek Warwick (GBR).

### Training
Im ersten freien Training, das auf einer vollständig trockenen Strecke stattfand, fuhr Mark Webber die schnellste Zeit vor Räikkönen und Vettel. Webber unterbot mit seiner Bestzeit die schnellste Runde aus dem Freitagstrainings des Vorjahres um über eine Sekunde. Räikkönen hatte in dem Training KERS-Probleme, sodass während des Trainings die KERS-Batterie gewechselt wurde und er viel Zeit in der Box stand. Mehrere Teams setzten neue Teile ein. Unter anderem verwendete Lotus ein neues Auspuff-System sowie einen neuen Frontflügel. Bei Adrian Sutil löste sich im Verlauf des Trainings die rechte Endplatte des Frontflügels, ohne dass es vorher einen Zwischenfall gab.
Im zweiten freien Training war das Wetter wechselhaft. Zunächst trocken, dann stärkerer Regen und zum Ende wieder trocken. Räikkönen erzielte die Bestzeit vor Vettel und Felipe Massa.
Im dritten freien Training blieb es trocken. Vettel war der schnellste Pilot vor Lewis Hamilton und Sutil. Red Bull absolvierte im dritten freien Training auch Longrun-Tests, da dem Team Daten fehlten. Normalerweise führt der Rennstall keine Longruns am Samstag durch.

### Qualifying
Im ersten Abschnitt des Qualifyings fuhr Sutil die schnellste Runde. Die Caterham- und Marussia-Piloten sowie Valtteri Bottas und Jean-Éric Vergne schieden aus.
Im zweiten Segment begann es im Bereich der Kurven sieben, acht und fünfzehn zu regnen, sodass eine Verbesserung der Zeiten zum Ende hin nicht mehr möglich war. Rosberg erzielte auf trockener Strecke die Bestzeit. Die Sauber-Piloten sowie Pastor Maldonado, Paul di Resta, Daniel Ricciardo und Romain Grosjean schafften es nicht ins letzte Segment. In diesem Abschnitt war die Strecke so nass, dass die Piloten Intermediates verwendeten. Vettel erzielte die schnellste Rundenzeit vor den Ferrari-Piloten Massa und Alonso.
Räikkönen, der sich für Startplatz sieben qualifiziert hatte, wurde nachträglich um drei Positionen nach hinten versetzt, da er Rosberg auf einer schnellen Runde in Kurve vierzehn blockiert hatte.
Maldonado wechselte nach dem Qualifying seinen Motor. Für die Startaufstellung hatte dieser Wechsel keine Auswirkung. Allerdings darf Maldonado den Motor nur noch in Trainingssitzungen benutzen.

### Rennen

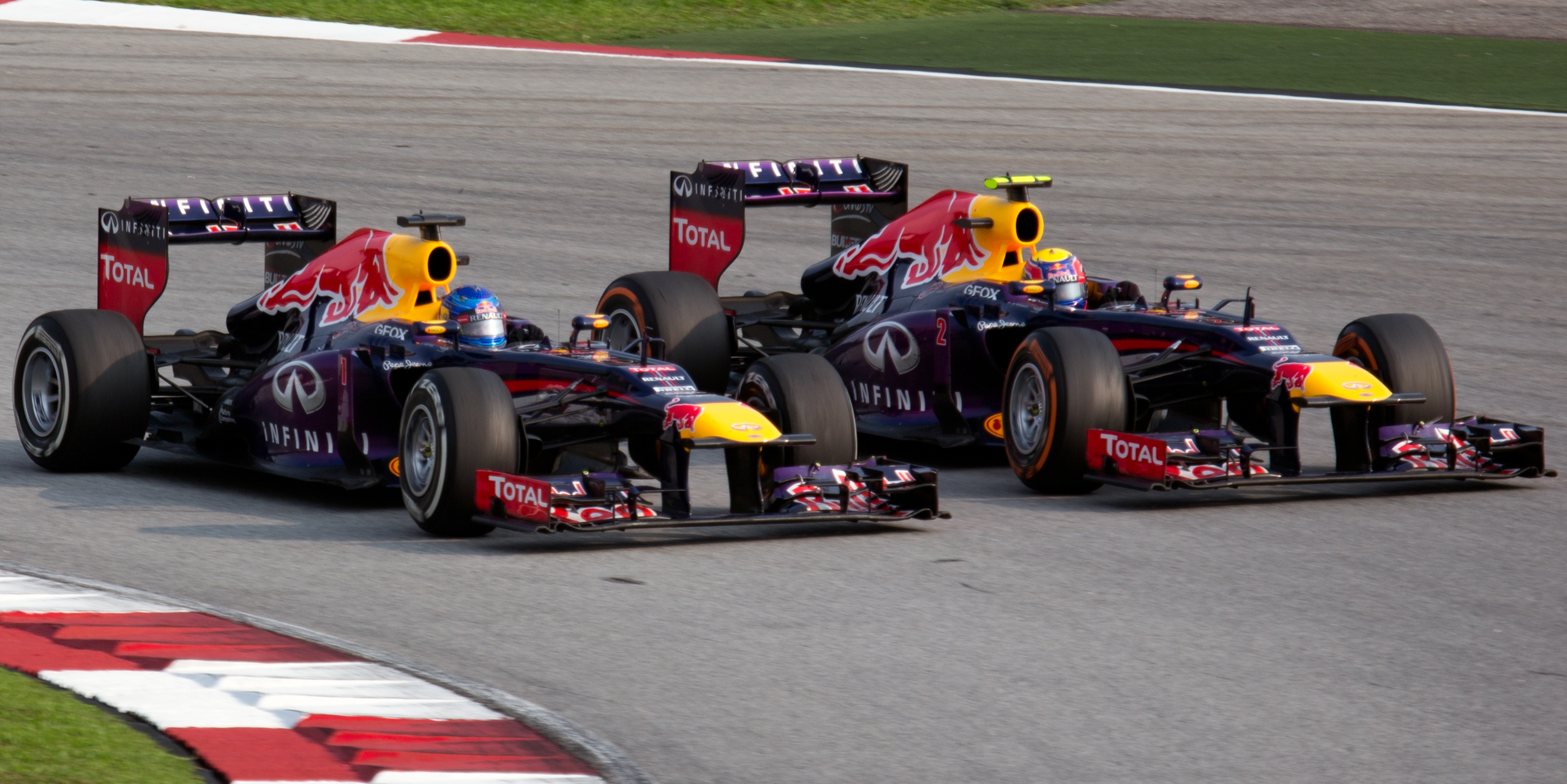
Kontroverse im Team von Red Bull Racing: Vettel überholt Webber...

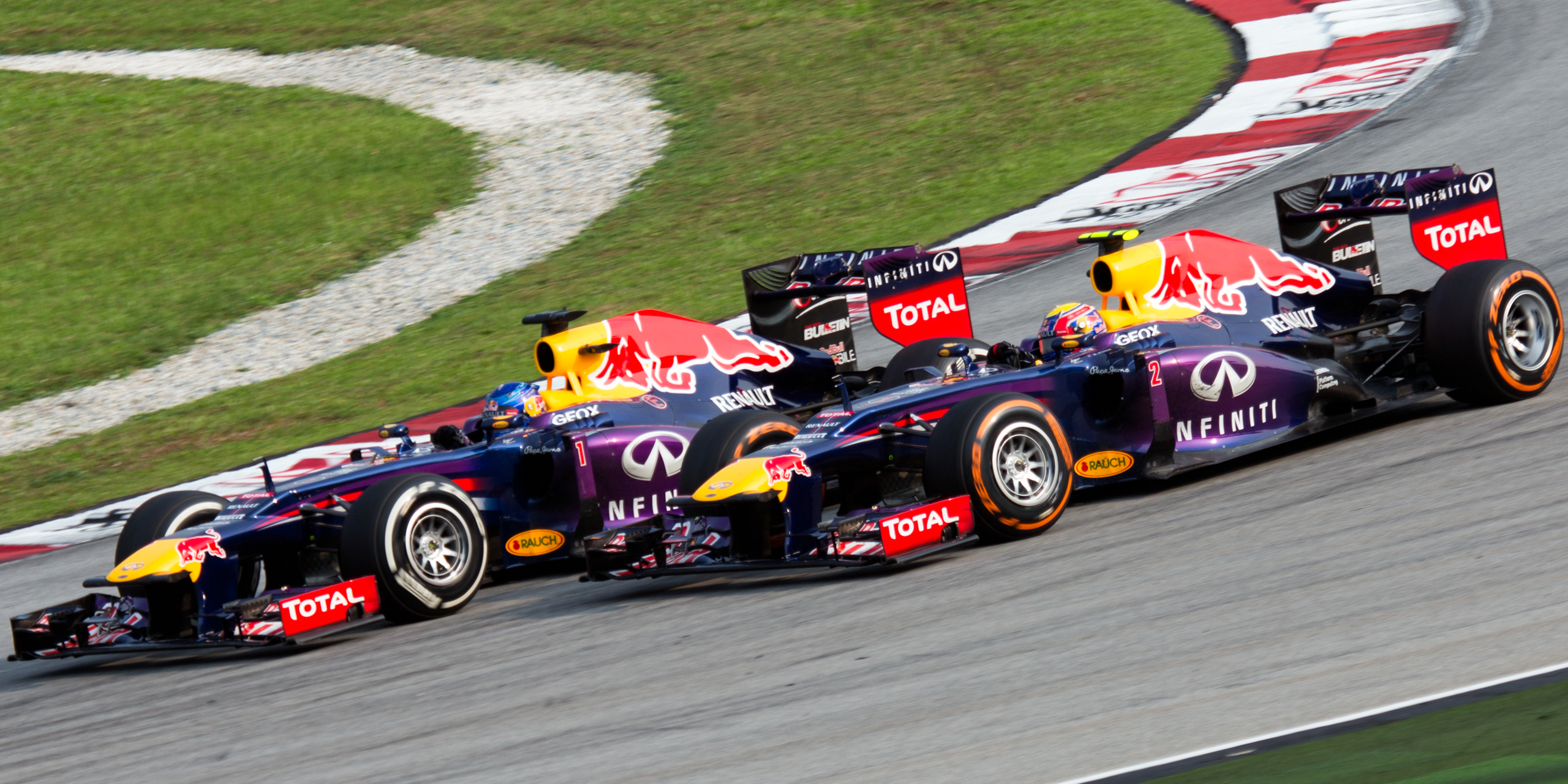
...in der 46. Runde und missachtet damit die Anweisung des Teams, ...

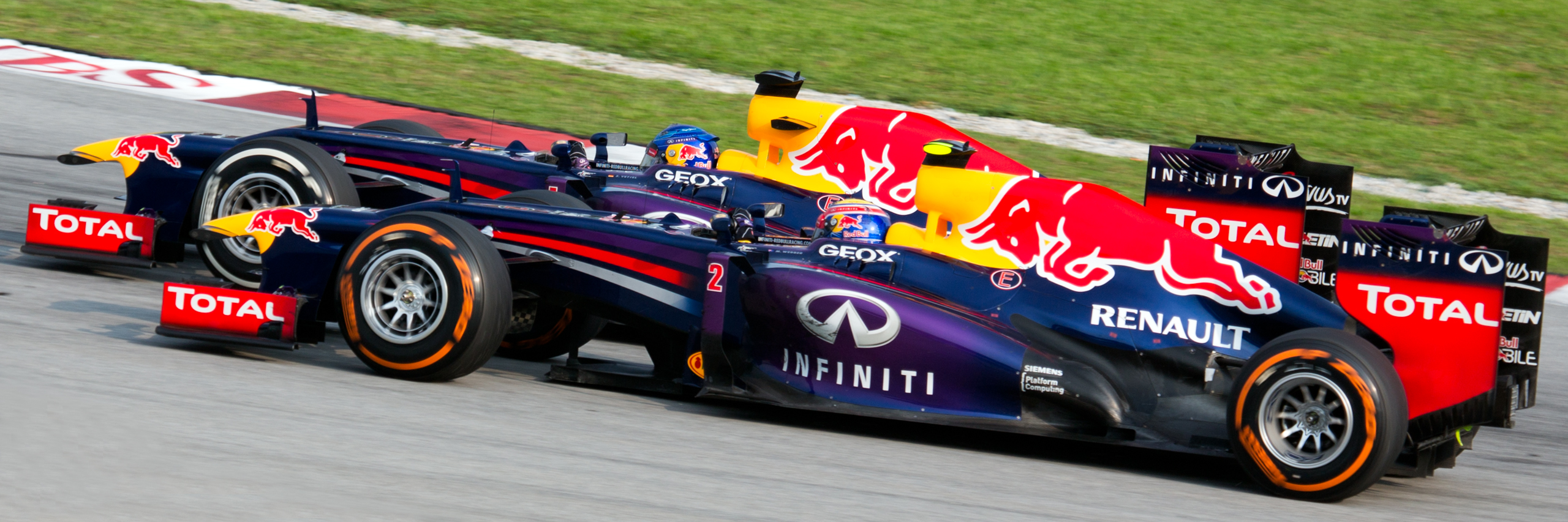
...die Positionen zu halten und materialschonend ins Ziel zu fahren.

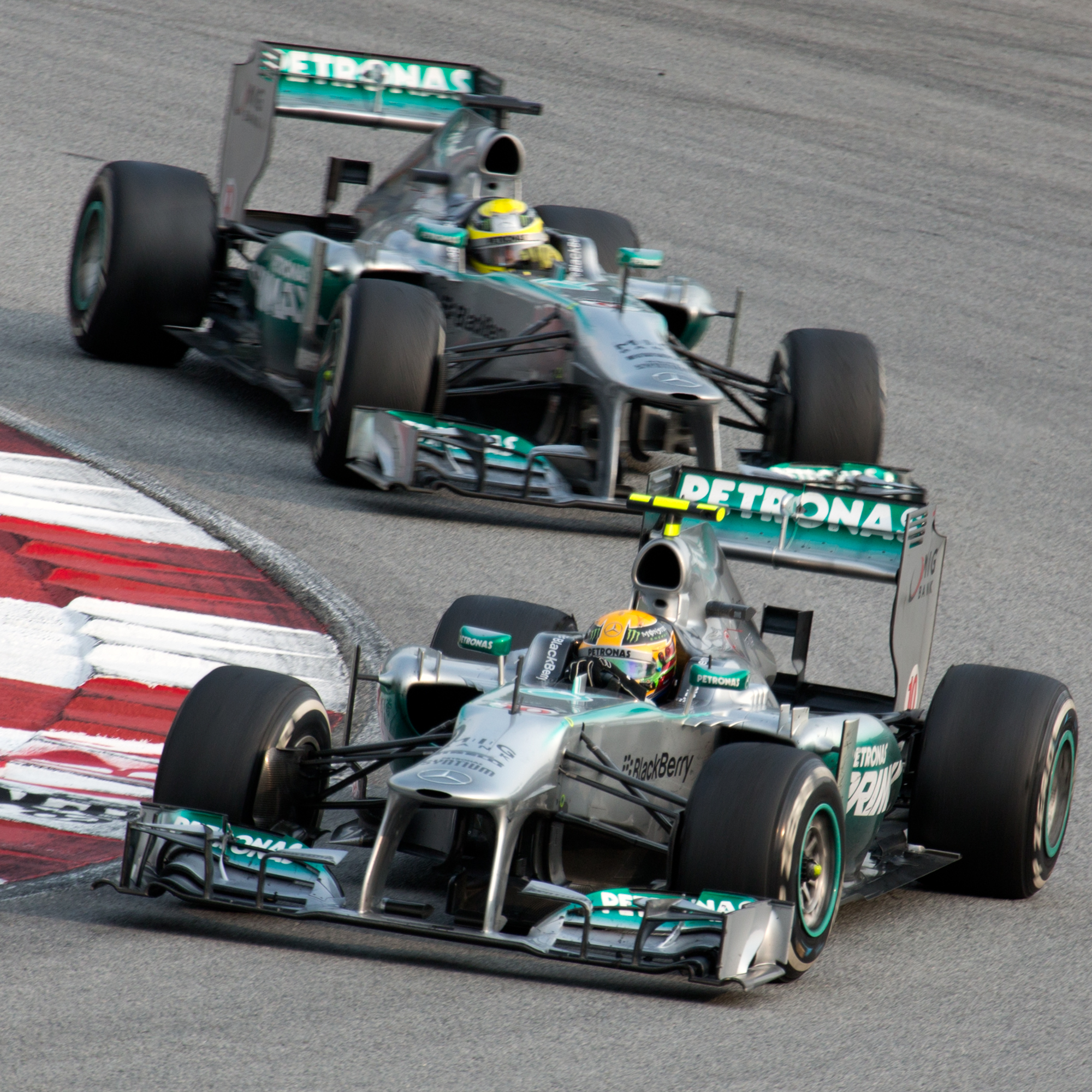
Hamilton und Rosberg belegten die Plätze drei und vier.

Zu Beginn des Großen Preises von Malaysia war die Strecke halb nass und halb trocken. Alle Fahrer starteten auf Intermediate-Reifen. Vettel behielt die Führung beim Start vor Alonso. In der zweiten Kurve berührten sich die beiden, nachdem Alonso sich verbremst hatte. Dabei beschädigte sich Alonso den Frontflügel seines Ferrari, fuhr aber auf der zweiten Position liegend weiter. Auf dem dritten Platz fuhr Webber, der vom fünften Platz gestartet war. Mit dem beschädigten Frontflügel fuhr Alonso nicht an die Box, sondern blieb auf der Strecke. Nachdem er auf der Start-Ziel-Geraden von Webber überholt worden war, löste sich der Frontflügel und schob sich unter das Auto. Alonso verlor daher die Kontrolle über sein Fahrzeug und fuhr in Kurve eins geradeaus, ohne einen anderen Wagen zu berühren. Der Wagen kam im Kiesbett zum Stehen, das Rennen war für Alonso damit beendet. Ferrari und Alonso erklärten nach dem Rennen, die Entscheidung gegen den vorzeitigen Boxenstopp gemeinsam getroffen zu haben, da man davon ausging, dass die Befestigung des Frontflügels solange gehalten hätte, bis die Strecke trocken genug für Slicks gewesen wäre.
An der Spitze lagen die Red-Bull-Piloten vor den Mercedes-Fahrern Hamilton und Nico Rosberg. Da die Strecke abtrocknete, gingen Vettel und Massa als erste der Spitzengruppe in der fünften Runde an die Box, um Slicks aufzuziehen. Zwei Runden später gingen der nun führende Webber und der zweitplatzierte Hamilton an die Box, eine weitere Runde später folgte Rosberg. Durch den Boxenstopp konnte Webber Vettel überholen. Bei den Mercedes-Piloten blieben die Positionen unverändert. Hamilton unterlief bei seinem Boxenstopp ein Fauxpas: Anstatt die Mercedes-Box anzusteuern, fuhr er zur Box seines ehemaligen Rennstalls McLaren, wo die Mechaniker für den Boxenstopp von Jenson Button bereitstanden. Die McLaren-Mechaniker winkten Hamilton jedoch durch, so dass dieser umgehend an die korrekte Box fuhr. Alle Fahrer wechselten in dieser Rennphase auf Slicks. Dabei kam es in der Box zu einer Kollision zwischen Charles Pic und Vergne, da Vergne von seinen Mechanikern zu früh das Signal erhielt, losfahren zu können. Bei Force India gab es Schwierigkeiten beim Reifenwechsel am Fahrzeug von Sutil. Da er zeitgleich mit di Resta an die Box gekommen war, musste auch dieser warten.
Nach dem Boxenstopp bildete sich eine Vierergruppe aus den Red-Bull- und Mercedes-Piloten, wobei die Fahrer nicht in direkter Schlagdistanz lagen. Räikkönen, der vom zehnten Platz gestartet war, lag nach dem Boxenstopp für mehrere Runden hinter Sergio Pérez, überholte ihn aber schließlich. Di Resta überholte zunächst Sutil und fiel im Mittelfeld mit schnellen Runden auf. Bei den zweiten Boxenstopps, die in der 19. Runde begannen, gab es ein weiteres Problem bei Force India. Diesmal war di Resta betroffen. Er blieb in etwa eine Runde stehen und gab wenig später das Rennen komplett auf. Wenig später wiederholte sich die Situation mit Sutil, der auch zunächst lange an der Box stand, mit großem Rückstand herausgeschickt wurde und schließlich auch aufgab. Nach dem Rennen erklärte Force India, dass es Probleme mit dem Radmuttersystem gab und beide Fahrzeuge aus Sicherheitsgründen aus dem Rennen genommen wurden. Die ersten vier Positionen blieben beim Boxenstopp unverändert. Dahinter gelang es Massa und Grosjean, Nico Hülkenberg zu überholen.
Nach den zweiten Boxenstopps verringerten sich die Abstände an der Spitze des Feldes. Vettel beschwerte sich über Funk, dass Webber zu langsam fahre und forderte Red Bull zu einer Stallorder auf. Webber konterte jedoch mit schnelleren Runden, sodass sich das Duell der Red-Bull-Piloten zunächst erledigt hatte. Bei den dritten Boxenstopps der Spitzengruppe, die Hamilton in der 30. Runde begann, kam es zu einer Positionsverschiebung zwischen Vettel und Hamilton. Button, dessen Strategie einen Stopp weniger vorsah, lag inzwischen in Führung, wurde aber nach wenigen Runden von Webber überholt und ging anschließend an die Box. Dabei unterlief einem Mitglied der McLaren-Boxencrew ein Fehler, sodass das Haltesignal für 0,12 Sekunden fälschlicherweise auf grün sprang, obwohl das rechte Vorderrad nicht ausreichend befestigt war. Button, der auf das grüne Lichtzeichen reagiert hatte, fuhr los, hielt dann aber noch in der Boxengasse an, um sich zurück schieben zu lassen. Button ging mit einer Runde Rückstand und außerhalb der Punkteränge zurück auf die Strecke. Er gab kurz vor Rennende an der Box auf.
Im hinteren Teil des Feldes gelang es Marussia-Pilot Jules Bianchi erneut, die anderen Fahrer der zwei hinteren Teams deutlich hinter sich zu lassen. Bis zum technisch bedingten Ausfall Maldonados, lag Bianchi auch vor dem Williams-Piloten. Maldonado stellte sein Fahrzeug mit einem KERS-Problem am Streckenrand ab.
Noch vor den letzten Boxenstopps ging Vettel an Hamilton vorbei auf die zweite Position. Nach den vierten und letzten Boxenstopps entwickelten sich interne Duelle der Red-Bull- und Mercedes-Piloten. Bei den Red-Bull-Piloten verwendete Webber in der Schlussphase die härtere und Vettel die weichere Reifenmischung. Webber behielt bei den Boxenstopps die Führung vor Vettel. Die Teamleitung von Red Bull entschied nach den Boxenstopps, die Positionen zu halten, Tempo herauszunehmen und materialschonend ins Ziel zu fahren. Bis zu diesem Zeitpunkt gab es keine Teamorder an die Fahrer. Während sich Webber an die Vorgaben des Rennstalls hielt, missachtete Vettel die Anweisung zunächst und setzte Webber unter Druck. In der 46. Runde setzte sich Vettel, der eine schmale Lücke zwischen Boxenmauer und Webbers Fahrlinie ausnutzte, gegen seinen Teamkollegen durch und fuhr einen Vorsprung auf Webber heraus. Vettel wurde umgehend am Boxenfunk für sein Überholmanöver vom Red-Bull-Teamchef Christian Horner getadelt, der die Aktion als „dumm“ bezeichnete.
Bei Mercedes setzte sich Rosberg zunächst gegen Hamilton durch, fiel dann aber beim Gegenangriff wieder hinter ihn zurück. Rosberg übte weiterhin Druck auf Hamilton aus, da dieser Sprit sparen musste, während Rosberg noch Reserven hatte. Per Boxenfunk erhielt er von Teamchef Ross Brawn die Anweisung, die Positionen zu halten. Rosberg hielt sich daran und griff Hamilton in den Schlussrunden nicht mehr an. Nach dem Rennen gab es vor laufenden Kameras einen Disput zwischen den Mercedes-Anteilseignern Niki Lauda und Toto Wolff. Während Lauda die Teamorder nicht nachvollziehbar fand, verteidigte Wolff die Entscheidung von der Teamleitung um Brawn.
Vettel gewann sein insgesamt 27. Rennen schließlich vor Webber, Hamilton und Rosberg. Vettel zog mit dem Sieg in der ewigen Bestenliste mit Jackie Stewart gleich. Auf dem fünften Platz folgte Massa, der nach einem zusätzlichen Boxenstopp mit frischen Reifen wieder alle Positionen gut machte, die er zuvor verloren hatte. Die restlichen Punkte gingen an Grosjean, Räikkönen, Hülkenberg, Pérez und Vergne. Pérez wechselte zwei Runden vor Schluss noch einmal die Reifen, da sein Reifensatz stark abbaute und er soviel Vorsprung auf Vergne hatte, dass er auch nach Stopp vor diesem lag. Mit den frischeren Reifen erzielte er in der letzten Rennrunde die schnellste Runde des Rennens.
Nach dem Rennen gingen sich Vettel und Webber aus dem Weg. Webber kam verspätet ins Vorzimmer des Podest und erinnerte Vettel an die Abmachung 21 („Multi Twenty-One“), welche besagt, dass das Fahrzeug mit der zwei vor dem Fahrzeug mit der eins ins Ziel kommen sollte. Vettel gestand seinen Fehler nach dem Rennen ein und entschuldigte sich bei seinem Teamkollegen und dem Rennstall. Bei der Siegerehrung waren alle Teilnehmer aufgrund der teaminternen Vorfälle schlecht gelaunt. Hamilton äußerte bei den Interviews auf dem Podium, dass Rosberg eigentlich den dritten Platz verdient hätte und nicht er.
In der Fahrerweltmeisterschaft übernahm Vettel die Führung von Räikkönen, der auf den zweiten Platz zurückfiel. Webber rückte auf den dritten Platz vor. Bei den Konstrukteuren ging Red Bull ebenfalls in Führung vor Lotus und Ferrari.

#### Kommentare der ersten drei Fahrer
„Ich habe es heute vermasselt. Ich würde gerne mit einer netten Entschuldigung ankommen, warum ich das gemacht habe, aber das kann ich nicht. Ich kann Marks Frustration verstehen und die Tatsache, dass das Team nicht glücklich über das ist, was ich heute gemacht habe. Ich schulde ihm und dem gesamten Team eine Erklärung. Ich werde es versuchen, ihnen später zu erklären.

Wir sprechen darüber, dass diese Situation häufig vorkommt, und was wir tun, wenn es passiert. Heute ist es passiert, und ich hätte den Befehl umsetzen müssen. Ich bekam die Ansage und ignorierte sie.

Mark und ich sind es gewohnt, gegeneinander zu kämpfen wenn wir eng beieinander liegen, aber angesichts der Reifen, wie sie im Moment sind, und man nicht weiß, wie lange sie halten werden, war es ein extrem großes Risiko, die Anweisung zu ignorieren, Zweiter zu bleiben.

Es hätte passieren können, dass wir als Achter und Neunter ins Ziel kommen, nachdem wir uns in diesen zwei Runden die Reifen zerstören. Ich habe mich selbst einer Entscheidung des Teams widersetzt, was falsch war. Das wollte ich nicht, und ich entschuldige mich.

Ich bin nicht glücklich, dass ich gewonnen habe, ich habe einen Fehler gemacht, und wenn ich ihn rückgängig machen könnte, so würde ich das tun. Es ist im Moment nicht ganz einfach, und ich bin Mark und dem Team eine Entschuldigung schuldig.“

„Ich denke, dass mich Sebastian respektiert, und ich habe Respekt vor ihm. Die Situation heute wurde jedoch nicht gut gehandhabt. Es fällt schwer, nach dem Rennen darauf mit dem Finger zu zeigen. Wenn man am Limit fährt und so Druck macht, wie wir nur können, dann ist es für das Team die schlimmste Situation.

Ich bin mir sicher, dass sie sich selbst einmauern und wissen, dass Dinge schief gehen können. Diesbezüglich gibt es auch eine kleine Geschichte. In den letzten 15 Runden habe ich über jede Menge Dinge nachgedacht, aber ich war über die Art und Weise, wie ich gefahren bin, glücklich. Ich versuchte am Ende das zu verdrängen, was passiert ist, und wir haben heute etwas herausgeholt. Aber natürlich bin ich mit dem Ergebnis nicht zufrieden.

Das setzt ein paar Leute unter Druck, und unglücklicherweise gibt es keinen Knopf, mit dem wir Zurückspulen können. Ich weiß, dass die Leute von uns nach diesen Situationen echte Emotionen sehen wollen, und die ist auch vorhanden, aber wir müssen cool bleiben. Es sind nun bis zum nächsten Rennen drei Wochen, wir haben also Zeit, an diesen Dingen zu arbeiten.“

„Das Team hat heute fantastische Arbeit geleistet. Sie haben über den Winter sehr hart gearbeitet und dieser Podestplatz beim zweiten Saisonrennen ist eine schöne Belohnung für diese Arbeit, ganz besonders bei einem unserer Heimrennen hier in Malaysia.

Ich muss mich auch bei Nico bedanken. Er fuhr das Rennen cleverer und kontrollierter als ich und hätte meinen Platz auf dem Podium heute verdient gehabt. Das Team hat entschieden, dass wir die Positionen halten sollten, und das haben wir beide respektiert.

Es war ein hartes Rennen, in dem wir im Kampf gegen Red Bull alles gegeben haben. Dabei sind wir bei unserer Benzin-Strategie aggressiv zu Werke gegangen, aber sie waren heute einfach zu gut. Die Plätze drei und vier sind ein großartiges Resultat für uns und treiben uns an, hart zu arbeiten und den Rückstand weiter zu verkleinern.“

## Meldeliste
| Team                          | Nr. | Fahrer              | Chassis           | Motor                | Reifen |
| ----------------------------- | --- | ------------------- | ----------------- | -------------------- | ------ |
| Infiniti Red Bull Racing      | 01  | Sebastian Vettel    | Red Bull RB9      | Renault 2.4 V8       | P      |
| Infiniti Red Bull Racing      | 02  | Mark Webber         | Red Bull RB9      | Renault 2.4 V8       | P      |
| Scuderia Ferrari              | 03  | Fernando Alonso     | Ferrari F138      | Ferrari 2.4 V8       | P      |
| Scuderia Ferrari              | 04  | Felipe Massa        | Ferrari F138      | Ferrari 2.4 V8       | P      |
| Vodafone McLaren Mercedes     | 05  | Jenson Button       | McLaren MP4-28    | Mercedes-Benz 2.4 V8 | P      |
| Vodafone McLaren Mercedes     | 06  | Sergio Pérez        | McLaren MP4-28    | Mercedes-Benz 2.4 V8 | P      |
| Lotus F1 Team                 | 07  | Kimi Räikkönen      | Lotus E21         | Renault 2.4 V8       | P      |
| Lotus F1 Team                 | 08  | Romain Grosjean     | Lotus E21         | Renault 2.4 V8       | P      |
| Mercedes AMG Petronas F1 Team | 09  | Nico Rosberg        | Mercedes F1 W04   | Mercedes-Benz 2.4 V8 | P      |
| Mercedes AMG Petronas F1 Team | 10  | Lewis Hamilton      | Mercedes F1 W04   | Mercedes-Benz 2.4 V8 | P      |
| Sauber F1 Team                | 11  | Nico Hülkenberg     | Sauber C32        | Ferrari 2.4 V8       | P      |
| Sauber F1 Team                | 12  | Esteban Gutiérrez   | Sauber C32        | Ferrari 2.4 V8       | P      |
| Sahara Force India F1 Team    | 14  | Paul di Resta       | Force India VJM06 | Mercedes-Benz 2.4 V8 | P      |
| Sahara Force India F1 Team    | 15  | Adrian Sutil        | Force India VJM06 | Mercedes-Benz 2.4 V8 | P      |
| Williams F1 Team              | 16  | Pastor Maldonado    | Williams FW35     | Renault 2.4 V8       | P      |
| Williams F1 Team              | 17  | Valtteri Bottas     | Williams FW35     | Renault 2.4 V8       | P      |
| Scuderia Toro Rosso           | 18  | Jean-Éric Vergne    | Toro Rosso STR8   | Ferrari 2.4 V8       | P      |
| Scuderia Toro Rosso           | 19  | Daniel Ricciardo    | Toro Rosso STR8   | Ferrari 2.4 V8       | P      |
| Caterham F1 Team              | 20  | Charles Pic         | Caterham CT03     | Renault 2.4 V8       | P      |
| Caterham F1 Team              | 21  | Giedo van der Garde | Caterham CT03     | Renault 2.4 V8       | P      |
| Marussia F1 Team              | 22  | Jules Bianchi       | Marussia MR02     | Cosworth 2.4 V8      | P      |
| Marussia F1 Team              | 23  | Max Chilton         | Marussia MR02     | Cosworth 2.4 V8      | P      |

## Klassifikationen

### Qualifying
| Pos.                                                                      | Fahrer              | Konstrukteur         | Q1       | Q2         | Q3       | Start |
| ------------------------------------------------------------------------- | ------------------- | -------------------- | -------- | ---------- | -------- | ----- |
| 01                                                                        | Sebastian Vettel    | Red Bull-Renault     | 1:37,899 | 1:37,245   | 1:49,674 | 01    |
| 02                                                                        | Felipe Massa        | Ferrari              | 1:37,712 | 1:36,874   | 1:50,587 | 02    |
| 03                                                                        | Fernando Alonso     | Ferrari              | 1:37,314 | 1:36,877   | 1:50,727 | 03    |
| 04                                                                        | Lewis Hamilton      | Mercedes             | 1:37,513 | 1:36,517   | 1:51,699 | 04    |
| 05                                                                        | Mark Webber         | Red Bull-Renault     | 1:37,619 | 1:36,449   | 1:52,244 | 05    |
| 06                                                                        | Nico Rosberg        | Mercedes             | 1:37,239 | 1:36,190   | 1:52,519 | 06    |
| 07                                                                        | Kimi Räikkönen      | Lotus-Renault        | 1:36,959 | 1:36,640   | 1:52,970 | 10    |
| 08                                                                        | Jenson Button       | McLaren-Mercedes     | 1:37,487 | 1:37,117   | 1:53,175 | 07    |
| 09                                                                        | Adrian Sutil        | Force India-Mercedes | 1:36,809 | 1:36,834   | 1:53,439 | 08    |
| 10                                                                        | Sergio Pérez        | McLaren-Mercedes     | 1:37,702 | 1:37,342   | 1:54,136 | 09    |
| 11                                                                        | Romain Grosjean     | Lotus-Renault        | 1:37,363 | 1:37,636   | –        | 11    |
| 12                                                                        | Nico Hülkenberg     | Sauber-Ferrari       | 1:37,931 | 1:38,125   | –        | 12    |
| 13                                                                        | Daniel Ricciardo    | Toro Rosso-Ferrari   | 1:37,722 | 1:38,822   | –        | 13    |
| 14                                                                        | Esteban Gutiérrez   | Sauber-Ferrari       | 1:37,707 | 1:39,221   | –        | 14    |
| 15                                                                        | Paul di Resta       | Force India-Mercedes | 1:37,493 | 1:44,509   | –        | 15    |
| 16                                                                        | Pastor Maldonado    | Williams-Renault     | 1:37,867 | keine Zeit | –        | 16    |
| 17                                                                        | Jean-Éric Vergne    | Toro Rosso-Ferrari   | 1:38,157 | –          | –        | 17    |
| 18                                                                        | Valtteri Bottas     | Williams-Renault     | 1:38,207 | –          | –        | 18    |
| 19                                                                        | Jules Bianchi       | Marussia-Cosworth    | 1:38,434 | –          | –        | 19    |
| 20                                                                        | Charles Pic         | Caterham-Renault     | 1:39,314 | –          | –        | 20    |
| 21                                                                        | Max Chilton         | Marussia-Cosworth    | 1:39,672 | –          | –        | 21    |
| 22                                                                        | Giedo van der Garde | Caterham-Renault     | 1:39,932 | –          | –        | 22    |
| 107-Prozent-Zeit: 1:43,585 min (bezogen auf Q1-Bestzeit von 1:36,809 min) |                     |                      |          |            |          |       |

Anmerkungen
1. ↑  Räikkönen wurde wegen des Blockierens von Rosberg um drei Positionen nach hinten versetzt.

### Rennen
| Pos. | Fahrer              | Konstrukteur         | Runden | Stopps | Zeit        | Start | Schnellste Runde |
| ---- | ------------------- | -------------------- | ------ | ------ | ----------- | ----- | ---------------- |
| 01   | Sebastian Vettel    | Red Bull-Renault     | 56     | 4      | 1:38:56,681 | 01    | 1:40,446 (45.)   |
| 02   | Mark Webber         | Red Bull-Renault     | 56     | 4      | + 4,298     | 05    | 1:40,685 (45.)   |
| 03   | Lewis Hamilton      | Mercedes             | 56     | 4      | + 12,181    | 04    | 1:41,001 (32.)   |
| 04   | Nico Rosberg        | Mercedes             | 56     | 4      | + 12,640    | 06    | 1:40,755 (44.)   |
| 05   | Felipe Massa        | Ferrari              | 56     | 4      | + 25,648    | 02    | 1:39,805 (50.)   |
| 06   | Romain Grosjean     | Lotus-Renault        | 56     | 3      | + 35,654    | 11    | 1:41,226 (37.)   |
| 07   | Kimi Räikkönen      | Lotus-Renault        | 56     | 3      | + 48,479    | 10    | 1:41,769 (37.)   |
| 08   | Nico Hülkenberg     | Sauber-Ferrari       | 56     | 4      | + 53,044    | 12    | 1:40,727 (46.)   |
| 09   | Sergio Pérez        | McLaren-Mercedes     | 56     | 4      | + 1:12,357  | 09    | 1:39,199 (56.)   |
| 10   | Jean-Éric Vergne    | Toro Rosso-Ferrari   | 56     | 3      | + 1:27,124  | 17    | 1:40,492 (45.)   |
| 11   | Valtteri Bottas     | Williams-Renault     | 56     | 3      | + 1:28,610  | 18    | 1:41,373 (54.)   |
| 12   | Esteban Gutiérrez   | Sauber-Ferrari       | 55     | 4      | + 1 Runde   | 14    | 1:40,929 (54.)   |
| 13   | Jules Bianchi       | Marussia-Cosworth    | 55     | 4      | + 1 Runde   | 19    | 1:42,423 (47.)   |
| 14   | Charles Pic         | Caterham-Renault     | 55     | 4      | + 1 Runde   | 20    | 1:42,942 (51.)   |
| 15   | Giedo van der Garde | Caterham-Renault     | 55     | 4      | + 1 Runde   | 22    | 1:43,157 (44.)   |
| 16   | Max Chilton         | Marussia-Cosworth    | 54     | 4      | + 2 Runden  | 21    | 1:43,150 (44.)   |
| 17   | Jenson Button       | McLaren-Mercedes     | 53     | 3      | DNF         | 07    | 1:40,556 (43.)   |
| 18   | Daniel Ricciardo    | Toro Rosso-Ferrari   | 51     | 3      | DNF         | 13    | 1:42,581 (35.)   |
| –    | Pastor Maldonado    | Williams-Renault     | 45     | 3      | DNF         | 16    | 1:43,465 (34.)   |
| –    | Adrian Sutil        | Force India-Mercedes | 27     | 2      | DNF         | 08    | 1:42,791 (24.)   |
| –    | Paul di Resta       | Force India-Mercedes | 22     | 2      | DNF         | 15    | 1:43,094 (19.)   |
| –    | Fernando Alonso     | Ferrari              | 1      | 0      | DNF         | 03    | –                |

## WM-Stände nach dem Rennen
Die ersten zehn des Rennens bekamen 25, 18, 15, 12, 10, 8, 6, 4, 2 bzw. 1 Punkt(e).

### Fahrerwertung
| Pos. | Fahrer           | Konstrukteur         | Punkte |
| ---- | ---------------- | -------------------- | ------ |
| 01   | Sebastian Vettel | Red Bull-Renault     | 40     |
| 02   | Kimi Räikkönen   | Lotus-Renault        | 31     |
| 03   | Mark Webber      | Red Bull-Renault     | 26     |
| 04   | Lewis Hamilton   | Mercedes             | 25     |
| 05   | Felipe Massa     | Ferrari              | 22     |
| 06   | Fernando Alonso  | Ferrari              | 18     |
| 07   | Nico Rosberg     | Mercedes             | 12     |
| 08   | Romain Grosjean  | Lotus-Renault        | 9      |
| 09   | Adrian Sutil     | Force India-Mercedes | 6      |
| 10   | Paul di Resta    | Force India-Mercedes | 4      |
| 11   | Nico Hülkenberg  | Sauber-Ferrari       | 4      |

| Pos. | Fahrer              | Konstrukteur       | Punkte |
| ---- | ------------------- | ------------------ | ------ |
| 12   | Sergio Pérez        | McLaren-Mercedes   | 2      |
| 13   | Jenson Button       | McLaren-Mercedes   | 2      |
| 14   | Jean-Éric Vergne    | Toro Rosso-Ferrari | 1      |
| 15   | Valtteri Bottas     | Williams-Renault   | 0      |
| 16   | Esteban Gutiérrez   | Sauber-Ferrari     | 0      |
| 17   | Jules Bianchi       | Marussia-Cosworth  | 0      |
| 18   | Charles Pic         | Caterham-Renault   | 0      |
| 19   | Giedo van der Garde | Caterham-Renault   | 0      |
| 20   | Max Chilton         | Marussia-Cosworth  | 0      |
| 21   | Daniel Ricciardo    | Toro Rosso-Ferrari | 0      |
| –    | Pastor Maldonado    | Williams-Renault   | 0      |

### Konstrukteurswertung
| Pos. | Konstrukteur         | Punkte |
| ---- | -------------------- | ------ |
| 01   | Red Bull-Renault     | 66     |
| 02   | Lotus-Renault        | 40     |
| 03   | Ferrari              | 40     |
| 04   | Mercedes             | 37     |
| 05   | Force India-Mercedes | 10     |
| 06   | Sauber-Ferrari       | 4      |

| Pos. | Konstrukteur       | Punkte |
| ---- | ------------------ | ------ |
| 07   | McLaren-Mercedes   | 4      |
| 08   | Toro Rosso-Ferrari | 1      |
| 09   | Williams-Renault   | 0      |
| 10   | Marussia-Cosworth  | 0      |
| 11   | Caterham-Renault   | 0      |